# Гюнтер Фридрих Карл II (Шварцбург-Зондерсхаузен)
Гюнтер Фридрих Карл II фон Шварцбург-Зондерсхаузен (на немски: Günther Friedrich Karl II Fürst von Schwarzburg-Sondershausen; * 24 септември 1801, Зондерсхаузен; † 15 септември 1889, Зондерсхаузен) е от 19 август 1835 до 17 юли 1880 г. управляващ 3. княз на Шварцбург-Зондерсхаузен, граф на Хонщайн, господар на Арнщат, Зондерсхаузен, Лойтенберг и Бланкенбург.

## Биография
Той е единственият син на княз Гюнтер Фридрих Карл I фон Шварцбург-Зондерсхаузен (1760 – 1837) и съпругата му принцеса Вилхелмина Фридерика Каролина фон Шварцбург-Рудолщат (1774 – 1854), дъщеря на княз Фридрих Карл фон Шварцбург-Рудолщат (1736 – 1793) и принцеса Фредерика София фон Шварцбург-Рудолщат (1745 – 1778). Сестра му Емилия Фридерика Каролина (1800 – 1867) се омъжва на 23 април 1820 г. в Арнщат за княз Леополд II фон Липе (1796 – 1851).
Майка му предприема с Гюнтер пътувания в чужбина и го възпитава като напредничаво мислещ човек. Гюнтер за своя 40-и рожден ден дава нова Конституция на княжеството си на 24 септември 1841 г. През 1868 г. той е пруски генерал-майор (à la suite) в пруската войска, 1871 г. генерал-лейтенант и 1879 г. генерал на инфантерията.
Гюнтер Фридрих Карл II абдикира на 17 юли 1880 г., поради напредналата си възраст и болест на очите, в полза на своя син Карл Гюнтер.
Умира на 87 години на 15 септември 1889 г. в Зондерсхаузен.

## Фамилия
Първи брак: на 12 март 1827 г. в Рудолщат с принцеса Каролина Ирена Мария фон Шварцбург-Рудолщат (* 6 април 1809, Рудолщат; † 29 март 1833, Арнщат, на 23 години), дъщеря на принц Карл Гюнтер фон Шварцбург-Рудолщат (1771 – 1825) и принцеса Луиза Улрика фон Хесен-Хомбург (1772 – 1854) (1772 – 1854). Те имат четири деца:
- Гюнтер Фридрих Карл Александер (* 18 февруари 1828, Арнщат; † 31 октомври 1833, Арнщат), принц, неженен
- Елизабет Каролина Луиза (* 22 март 1829, Арнщат; † 11 май 1893, Дрезден), неомъжена
- Карл Гюнтер (* 7 август 1830, Арнщат; † 28 март 1909, Вайсер Хирш до Дрезден), от 17 юли 1880 г. княз на Шварцбург-Зондерсхаузен, женен на 12 юни 1869 г. в Алтенбург за принцеса Мария фон Саксония-Алтенбург (* 28 юни 1845, Мюнхен; † 5 юли 1930, Зондерсхаузен), дъщеря на принц Едуард фон Саксония-Алтенбург, нямат деца
- Гюнтер Леополд (* 2 юли 1832, Арнщат; † 20 април 1906, Берлин), генерал на кавалерията, принц, неженен

Втори брак: на 29 май 1835 г. в Йоринген с принцеса Матилда фон Хоенлое-Йоринген (* 3 юли 1814; † 3 юни 1888), дъщеря на княз Август фон Хоенлое-Йоринген (1784 – 1853) и херцогиня Луиза фон Вюртемберг (1789 – 1851). Те се развеждат на 5 май 1852 г. Матилда превръща княжеството на културен център. Те имат две деца:
- Мария Паулина Каролина Луиза Вилхелмина Августа (* 14 юни 1837, Зондерсхаузен; † 21 април 1921, Райхенхал), неомъжена, няма деца
- Гюнтер Фридрих Карл Август Хуго (* 13 април 1837, Зондерсхаузен; † 25 ноември 1871, Зондерсхаузен), неженен, няма деца

Гюнтер Фридрих Карл II фон Шварцбург-Зондерсхаузен има от Ида Бернингер (* 1835, Зондерсхаузен; † сл. 1870) незаконната дъщеря:
- Каролина Августа Алма Мария Бернингер (* 1 декември 1863, Берлин; † ?)